# فيضانات نابل 2018
فيضانات تونس 2018 هي فيضانات ضربت عدة مناطق في ولاية نابل يوم 22 سبتمبر 2018. وأدت إلى مقتل 6 أشخاص وتسببت في أضرار مادية كبيرة، فيما بلغت كمية الهطول 204 مم.

## ظروف الفيضانات
بدأ تهاطل المطر بغزارة يوم 22 سبتمبر حوالي الساعة الثامنة و36 دقيقة بتوقيت تونس، وتواصل دون انقطاع حتى الساعة الثالثة بعد الزوال وفتحت على أثر ذلك منافس السدود السفلية بنابل من قبل جهات متصرفة لتخفيف الأوحال المتراكمة. ارتفع منسوب المياه ليصل إلى إلى مستويات متباينة ما بين 0.75 متر و3.25 متر في معتمديات الولاية.

### مخلفات الفيضانات
أودت السيول بحياة 6 أشخاص كما أتت مياه الفيضانات، فأثرت سلبا بالحقول غير المستغلة والمستغلة، وأدت إلى نفوق الدجاج والمواشي بمختلف أنواعها كما ألحقت الفيضانات أضرارا بالبنية التحتية من طرقات وجسور وأعمدة كهربائية وسكك حديدية. اجتاحات السيول أيضاً أكثر من 35 مؤسسة تربوية موزعة على 10 معتمديات منها بوعرقوب، وبئر بورقبة، وتاكلسة، وسليمان، وبني خلاد، ودار شعبان الفهري، وقربة، الميدة، منزل بوزلفة ونابل المدينة.

### تدخل المجتمع المدني
ساهم أفراد المجتمع المدني من شباب وأهالي وقيمين على المدارس والمعاهد لتنظيف المنشئات من الأوحال وإخراج المياه الراكدة. كما نظمت مؤسسة التلفزة الوطنية ما سمته بـ«تيليتون» مدته 14 ساعة من البث المباشر يوم الأحد 30 سبتمبر بغية جمع تبرعات كل مَن له قدرة على المساهمة، بلغ مبلغ التبرعات من مبالغ حالية ووعود إلى 9 ملايين دينار.

### تفشي الأمراض والأوبئة
شكلت المياه الراكدة الزاخرة بحيوانات نافقة في الأودية والمجاري والبرك والمستنقعات بيئة ملائمة لتكاثر الباعوض وظهور ما يعرف بحمى غرب النيل مما دفع وزارة الصحة إصدر تحذير بتوخي الحذر من المناطق السوداء.